# Nhà hát Ba Lan ở Bielsko-Biała

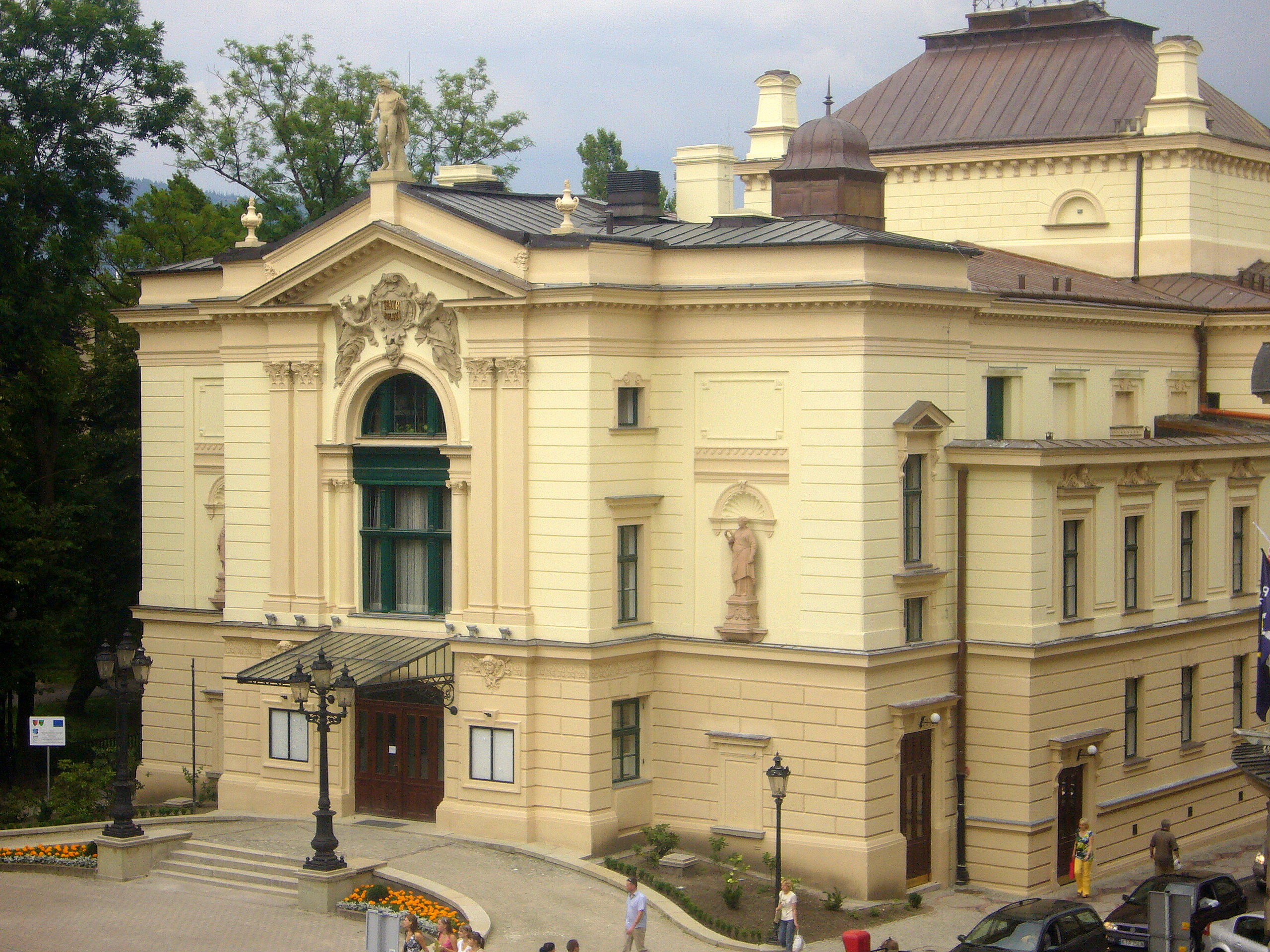
Nhà hát Ba Lan ở Bielsko-Biała

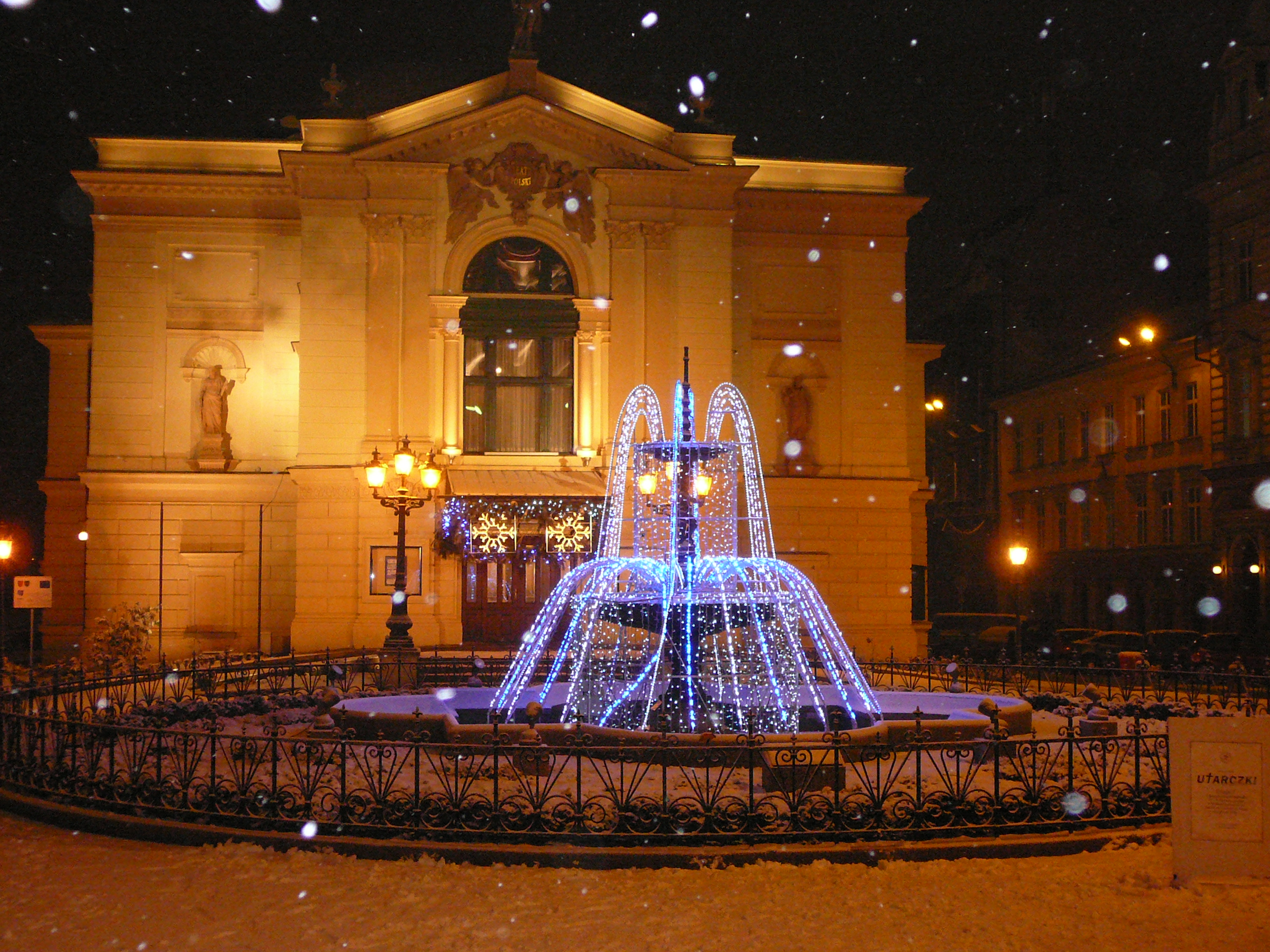
Nhà hát Ba Lan ở Bielsko-Biała (2009)

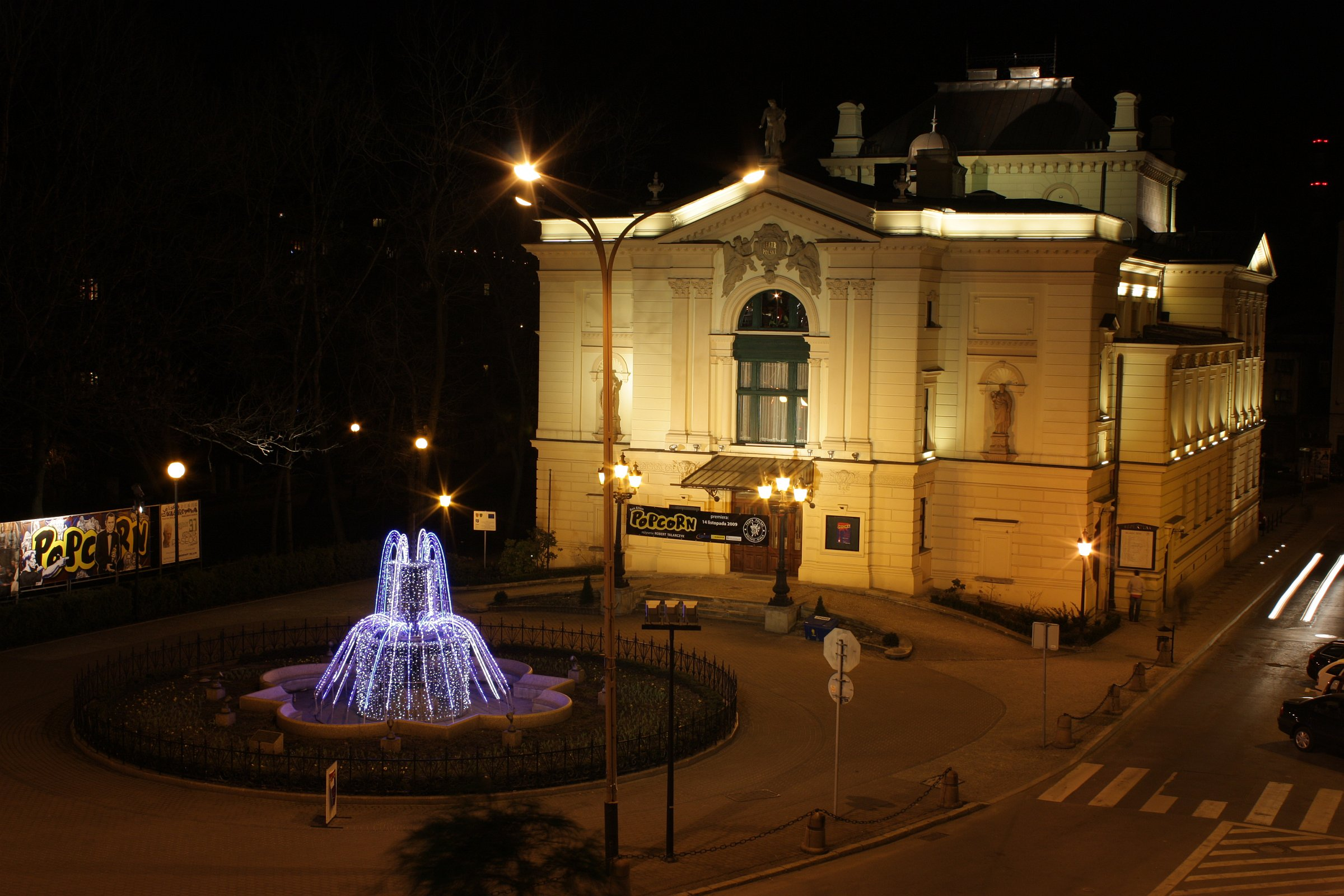
Góc chụp bên trái của tòa nhà vào ban đêm (2010)

Nhà hát Ba Lan ở Bielsko-Biała (tiếng Ba Lan: Teatr Polski w Bielsku-Białej) là một nhà hát nổi tiếng nằm ở trung tâm thành phố Bielsko-Biała, Ba Lan.

## Thiết kế
Tòa nhà được xây dựng trong giai đoạn 1889–1890 theo thiết kế của kiến trúc sư người Áo Emil von Förster. Mặt tiền được trang trí bằng họa tiết khải hoàn môn, nổi bật với bức tượng thần Apollo và các nữ thần: Melpomene và Thalia (nàng thơ của bi kịch và nàng thơ của hài kịch trong thần thoại Hy Lạp).
Phía trước Nhà hát có một đài phun nước từ năm 1895.

## Tiết mục
Tiết mục của Nhà hát Ba Lan ở Bielsko-Biała bao gồm: các vở kịch sân khấu kinh điển của Ba Lan và nước ngoài cũng như nhiều vở kịch đương đại nổi tiếng. Ngoài ra, Nhà hát cũng tổ chức các buổi biểu diễn âm nhạc được đông đảo khán giả đón nhận.
Năm 2013, loạt chương trình thành công "Màn trình diễn không có rào cản" (dành cho đối tượng khán giả khiếm thị và khiếm thính) giúp Nhà hát Ba Lan ở Bielsko-Biała mang về Giải thưởng Śląska Rzecz danh giá ở hạng mục Giải đặc biệt.

## Diễn viên sân khấu nổi tiếng
Một số diễn viên nổi tiếng từng góp mặt tại Nhà hát Ba Lan ở Bielsko-Biała:
- Witold Mazurkiewicz
- Jadwiga Grygierczyk
- Anna Guzik
- Barbara Guzińska
- Marta Gzowska-Sawicka
- Daria Polasik-Bułka
- Oriana Soika
- Maria Suprun
- Wiktoria Węgrzyn
- Michał Czaderna
- Kazimierz Czapla
- Jerzy Dziedzic
- Piotr Gajos
- Tomasz Lorek
- Sławomir Miska
- Adam Myrczek
- Rafał Sawicki
- Grzegorz Sikora
- Mateusz Wojtasiński